# Itahum

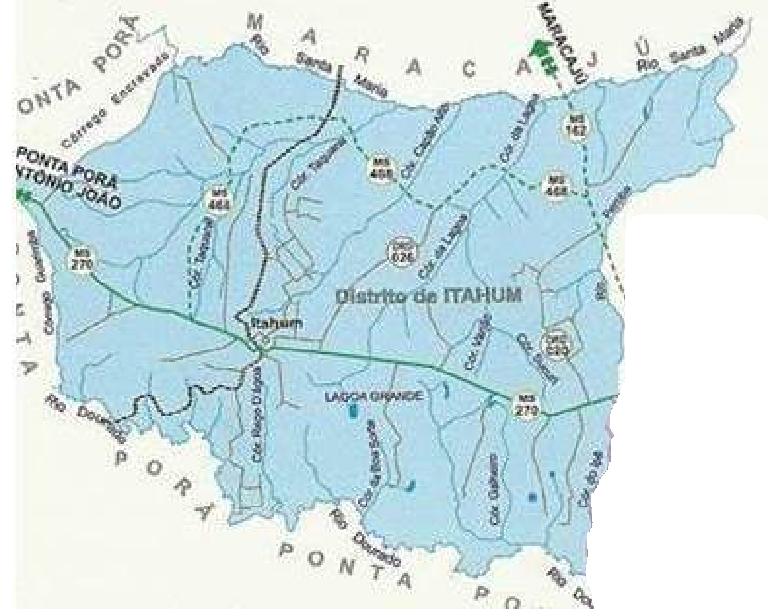
Mapa do Distrito de Itahum

Itahum é um distrito do município brasileiro de Dourados, no estado de Mato Grosso do Sul. Através da Lei Estadual n.º 661 de 10-12-1953 foi criado o Distrito de Itahum anexo a Dourados e teve a delimitação de seu perímetro definido pela Lei nº 882 de 30 de julho de 1974. O distrito está localizado a cerca de 65 km do perímetro urbano do Município de Dourados, acessível pelas rodovias MS 162 e MS 270.
Há proposta para emancipação política do distrito, mas para virar cidade, o distrito depende de um plebiscito já autorizado pela Assembleia Legislativa de Mato Grosso do Sul. No entanto, para que seja realizado depende da aprovação da Proposta de Emenda à Constituição (PEC) 13, que está arquivada no Senado Federal. Pela proposta, a aprovação da PEC devolve aos estados a autonomia para criação, incorporação, fusão e desmembramento de municípios.

## História
No ano de 1914 o colono Antonio Vicente Azambuja, funda o vilarejo Eldorado, que atualmente chama-se Distrito de Itahum.
Antonio Vicente Azambuja nasceu a 12 de dezembro de 1876, na Fazenda Vicente Antonio, hoje pertencente ao município de Maracaju. Era filho de Vicente Lopes Azambuja e Maria Amada Azambuja. Sua mãe, ainda em vida, fez a doação de suas terras, a Fazenda Santa Maria aos seus filhos. A parte destas terras que coube a Antonio Vicente Azambuja passou a denominar-se Fazenda Capão Alto. 
Agropecuarista e proprietário das terras onde hoje está localizado o Distrito de Itahum, foi fundador e missionário da Igreja Presbiteriana nesta localidade e, ainda em vida doou um lote de terras para a Estação Ferroviária Noroeste do Brasil. Ele viveu seus últimos anos de vida na cidade de Campo Grande-MT (atualmente Campo Grande – MS) e veio a falecer em 26 de Fevereiro de 1952.
Já viúva, Rosálida Ramos Azambuja doou para o Estado do Mato Grosso uma área de 10.000 m² (uma quadra), para a construção de uma escola de 1º e 2º graus em Itahum. Por reconhecimento e homenagem, a escola recebeu o nome do seu esposo. Atualmente a referida unidade escolar chama-se Escola Estadual Antonio Vicente Azambuja.

## Demografia e economia
Conta com uma população aproximada de 4.000 habitantes, considerando toda a extensão rural e, um colégio eleitoral de 1.622 eleitores.  
Economicamente o distrito possui potencial na agricultura e pecuária. Possui também diferentes proprietários rurais, desde o grande até o pequeno produtor.  
Em seu entorno há dois Assentamentos Rurais: Lagoa Grande e Amparo, criados pelo INCRA em 1998. O alicerce econômico dos assentados é a criação de gado leiteiro, com entrega do produto ao laticínio e Agricultura Familiar. Ambos os assentamentos estão bem organizados e possuem Associação de Moradores. 
Nos últimos anos a pecuária de corte passou a ser substituída pela produção de cana-de-açúcar, a introdução da produção de eucalipto e a instalação de um aviário.

## Educação

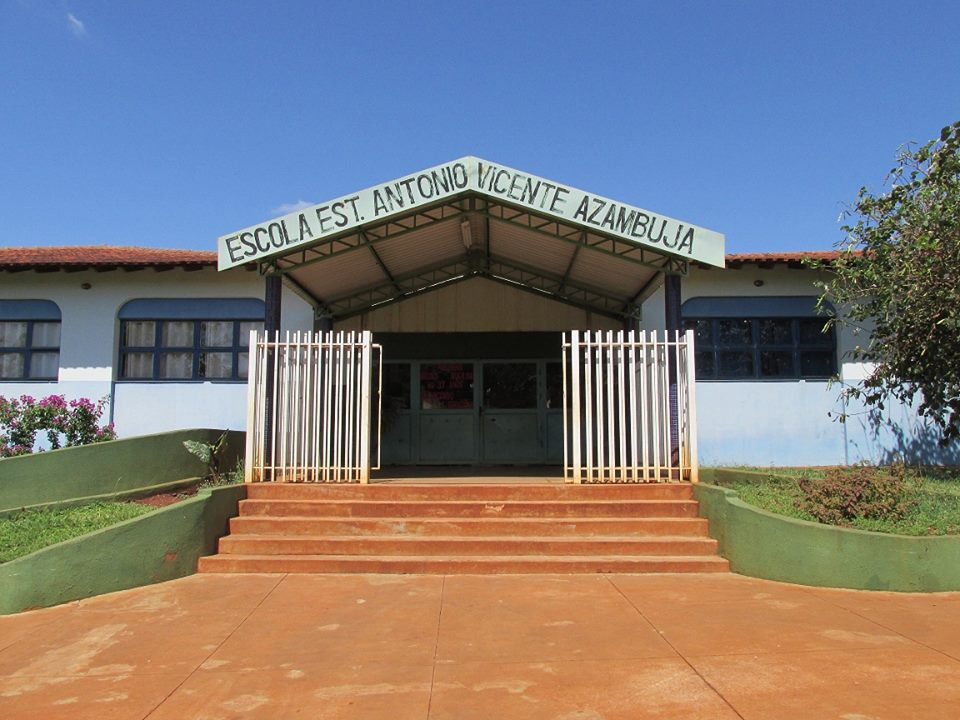
Escola Estadual Antonio Vicente Azambuja

O distrito possui duas unidades escolares: a Escola Municipal José Eduardo Canuto Estolano-Perequeté que oferece a Educação Infantil e o Ensino Fundamental nos anos iniciais (do 1° ao 5º Ano); e a Escola Estadual Antonio Vicente Azambuja - AVA que oferece o Ensino Fundamental nos anos iniciais (4º ano) e nos anos finais (6º ao 9º ano), além do Ensino Médio Inovador (ProEMI) e o Curso Técnico em Agropecuária Integrado ao Ensino Médio.